# Florentius (Konsul 429)
Flavius Florentius war ein spätantiker oströmischer Politiker des 5. Jahrhunderts. 
Florentius wurde in Syrien geboren. Am 6. November 422 war er Stadtpräfekt von Konstantinopel und empfing ein Edikt, das im Codex Theodosianus erhalten ist. Nach einer mutmaßlichen Amtszeit als Prätorianerpräfekt von Illyrien war er vom 21. April 428 bis 11. Februar 430 sowie erneut am 31. Januar 438 und 26. November 439 Prätorianerpräfekt des Ostens (praefectus praetorio Orientis). Insgesamt war er sechsmal Prätorianerpräfekt, wobei einige Amtszeiten unklar sind. Bis November 439 hatte er dieses Amt niedergelegt und übergab eigenes Vermögen an den Staat, um die durch die Schließung der Bordelle in Konstantinopel entstandenen Einnahmeverluste auszugleichen.
Im Jahr 429 war er zusammen mit Dionysius Konsul. Zwischen 444 und 448 wurde er zum patricius erhoben. Am 22. November 448 beauftragte ihn Theodosius II. mit einer Untersuchung zu den Ansichten des Eutyches in Konstantinopel, da Florentius als orthodoxer Christ galt. Im Jahr 451 nahm er am Konzil von Chalcedon teil, und zwar an der ersten, dritten, vierten und sechsten Sitzung.
Zu Beginn der Herrschaft von Markian rieten er und Anatolius dem Kaiser, den Aufstand der Armenier gegen die Sassaniden nicht zu unterstützen. Florentius wurde als Gesandter zum sassanidischen König entsandt, um Roms Neutralität zu versichern.